# Vrestovia brevior
Vrestovia brevior är en stekelart som beskrevs av Boucek 1993. Vrestovia brevior ingår i släktet Vrestovia och familjen puppglanssteklar. Inga underarter finns listade i Catalogue of Life.